# Esther Gil de Reboleño
Esther Francisca Gil de Reboleño Lastortres (Cádiz, 28 de febrero de 1973) es una socióloga, empresaria y política española, actual vicepresidenta tercera del Congreso de los Diputados, desde agosto de 2023.

## Biografía
Es licenciada en Sociología y Ciencias Políticas y formación en estudios de género.
Posee una trayectoria laboral tanto en entidades públicas como privadas. En 2022 la Junta de Andalucía otorgó el Premio Meridiana a la empresa Cadigenia SL, de la que es socia, en la categoría de iniciativas empresariales. y también Cadigenia SL recibió el premio como empresa socialmente responsable otorgado por el Consejo Social de la UCA, en 2022.

### Vida política
Concurrió como independiente a las elecciones generales españolas de 2023 dentro de las listas de la plataforma política Sumar, encabezada por Yolanda Díaz. Fue elegida diputada por la provincia de Cádiz en la xv legislatura y, durante la constitución de las Cortes Generales, fue elegida vicepresidenta tercera del Congreso de los Diputados.